# Slaughter
Slaughter – miasto w Stanach Zjednoczonych, w stanie Luizjana, w parafii East Feliciana.